# Andrej Hočevar
Andrej Hočevar (Lubiana, 21 novembre 1984) è un allenatore di hockey su ghiaccio ed ex hockeista su ghiaccio sloveno.

## Carriera
Nel corso della sua carriera ha indossato, tra le altre, le maglie di HD Mladi Jesenice (2006/07), HK Jesenice (2007-2009), SG Pontebba (2009-2011), Ducs d'Angers (2011/12) e Gamyo Épinal (2013-2018).
È stato il terzo portiere della Slovenia a Soči 2014.